# Nagy kúpfejűszöcske
A nagy kúpfejűszöcske (Ruspolia nitidula) a fürgeszöcskék családjába tartozó, Európában, Nyugat-Ázsiában és Afrikában honos szöcskefaj.

## Megjelenése
A nagy kúpfejűszöcske testhossza a hím esetében 21-26 mm, a nősténynél 23-29mm, ehhez járul még a 17-25 mm-es tojócső. Teste hosszú, karcsú, feje jellegzetesen kúpos. Színe általában zöld, de barnás, sárgás egyedei is ismertek. Szárnyai sárgászöldek, nagyon hosszúak, jóval túlérnek a potrohon; a nőstények esetében a hosszú, kard alakú tojócsövet is eltakarják. Szeme, csápjai, lábszárai is sárgák vagy barnák. Állkapcsa sárga.  
Többnyire este és éjjel cirpel nagyon hosszan, néha több, mint 5 percig. Cirpelése hangos (több, mint 20 m-ről is hallható), egyenletes, érces, olyan mint egy transzformátorállomás zúgása. 

### Hasonló fajok
A Conocephalus és a Phaneroptera nemek tagjai hasonlítanak hozzá.

## Elterjedése
Európában, Nyugat-Ázsiában, valamint Észak- és Dél-Afrikában honos; főleg a mediterrán vidékeken gyakori. Az éghajlat melegedésével észak felé terjeszkedik, Csehországban 50 év elteltével 2006-ban újra észlelték. Magyarországon a sík- és dombvidékeken elterjedt, gyakori faj. Inkább a melegebb, alföldi tájakat kedveli, de a déli nyitottságú folyóvölgyekben (pl. a Hernád és a Sajó völgye) északabbra is hatolhat.

## Életmódja
A meleg, párás, dús (legalább 50 cm magas) növényzetű helyeket kedveli. Éjjel aktív és általában a magasabb gyepszintben mozog. Gyors mozgású, félénk faj. Döntően növényevő (éjszaka gyakran látható a füvek virágzatát rágcsálva), ritkán kisebb rovarokat is elfogyaszt. 
A kifejlett szöcskék júliustól októberig láthatóak. A nőstények a levélhüvelyekre rakják petéiket, amelyek áttelelnek. A lárvák 5-6 vedlés után válnak ivaréretté. 

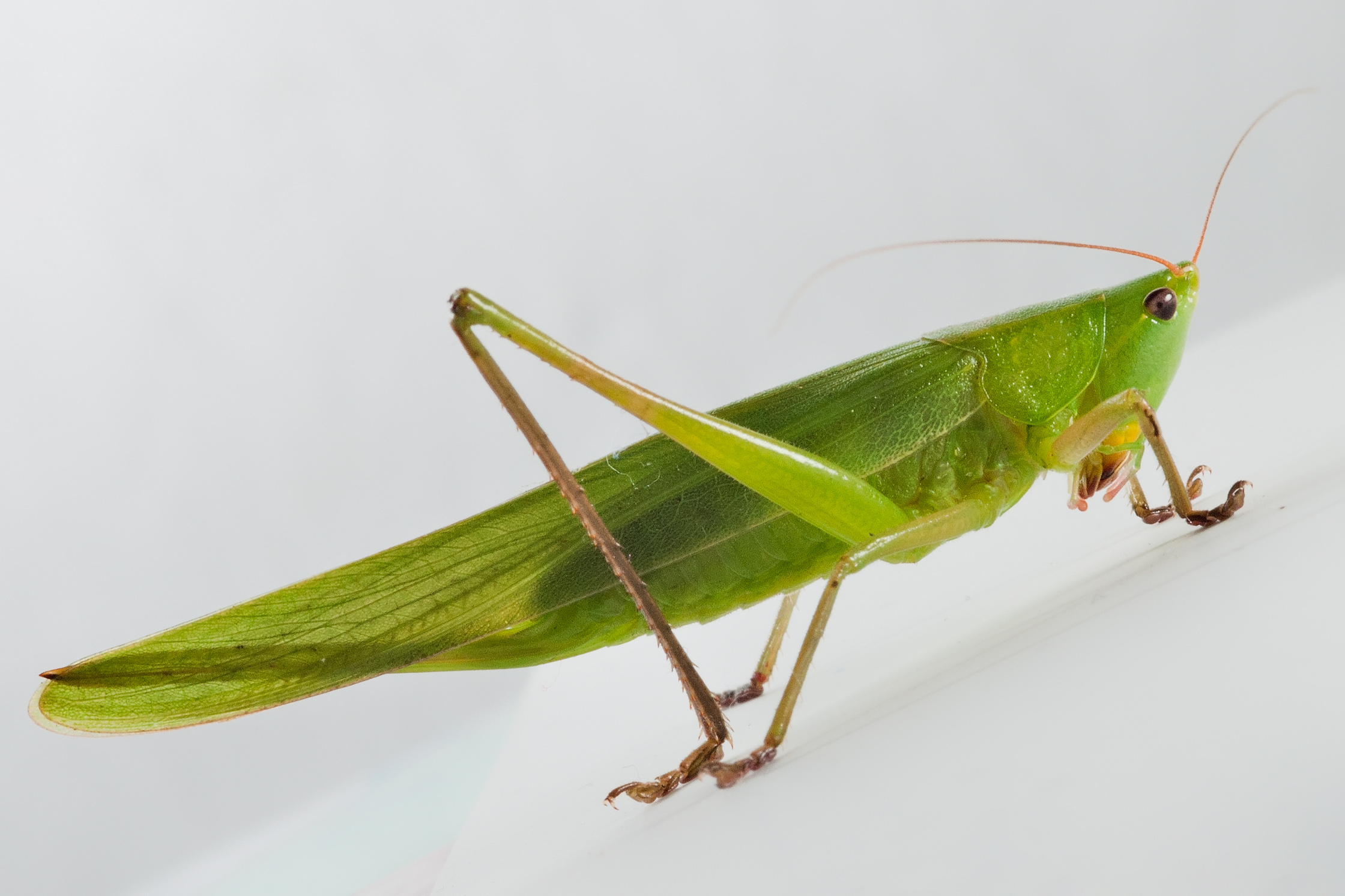
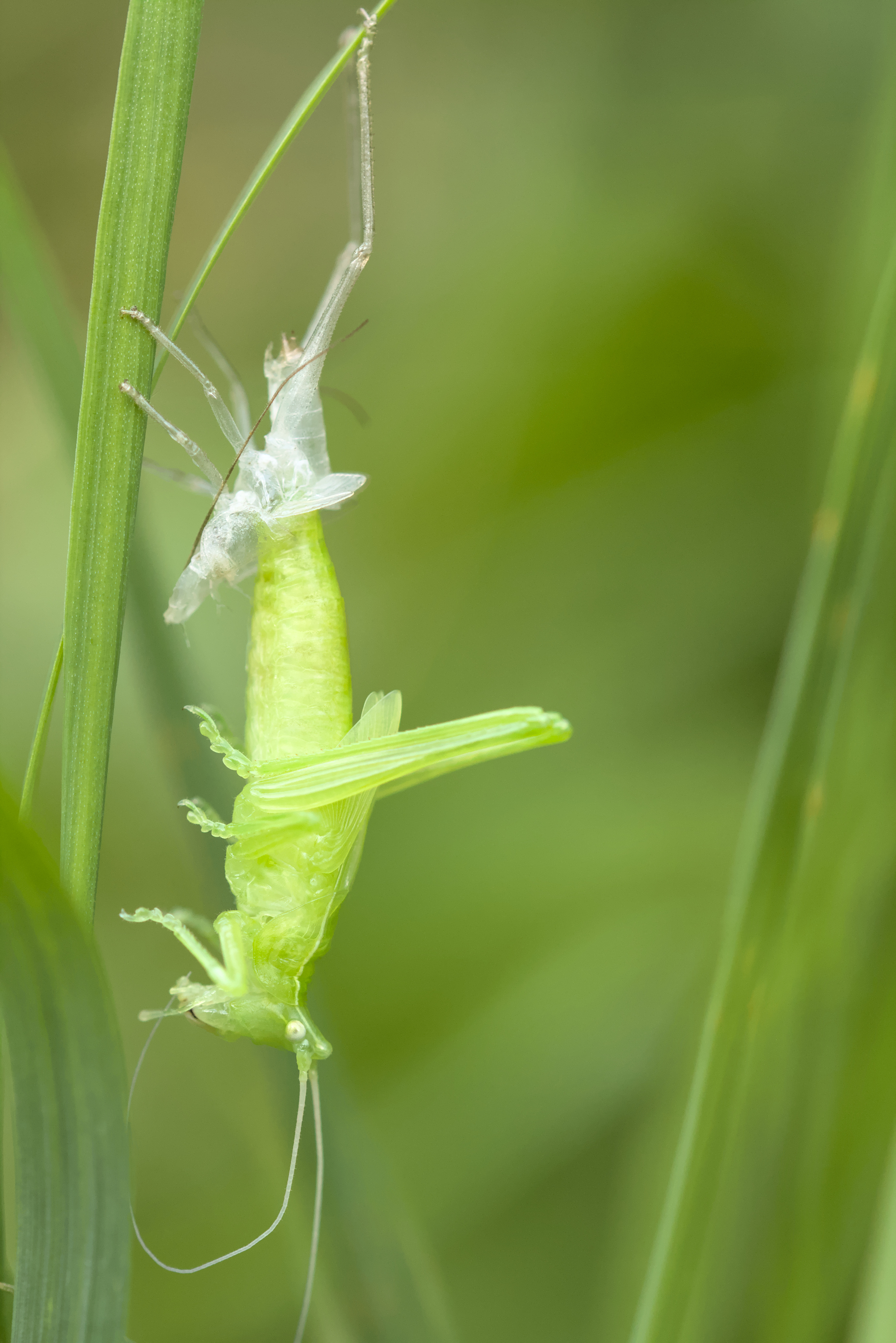
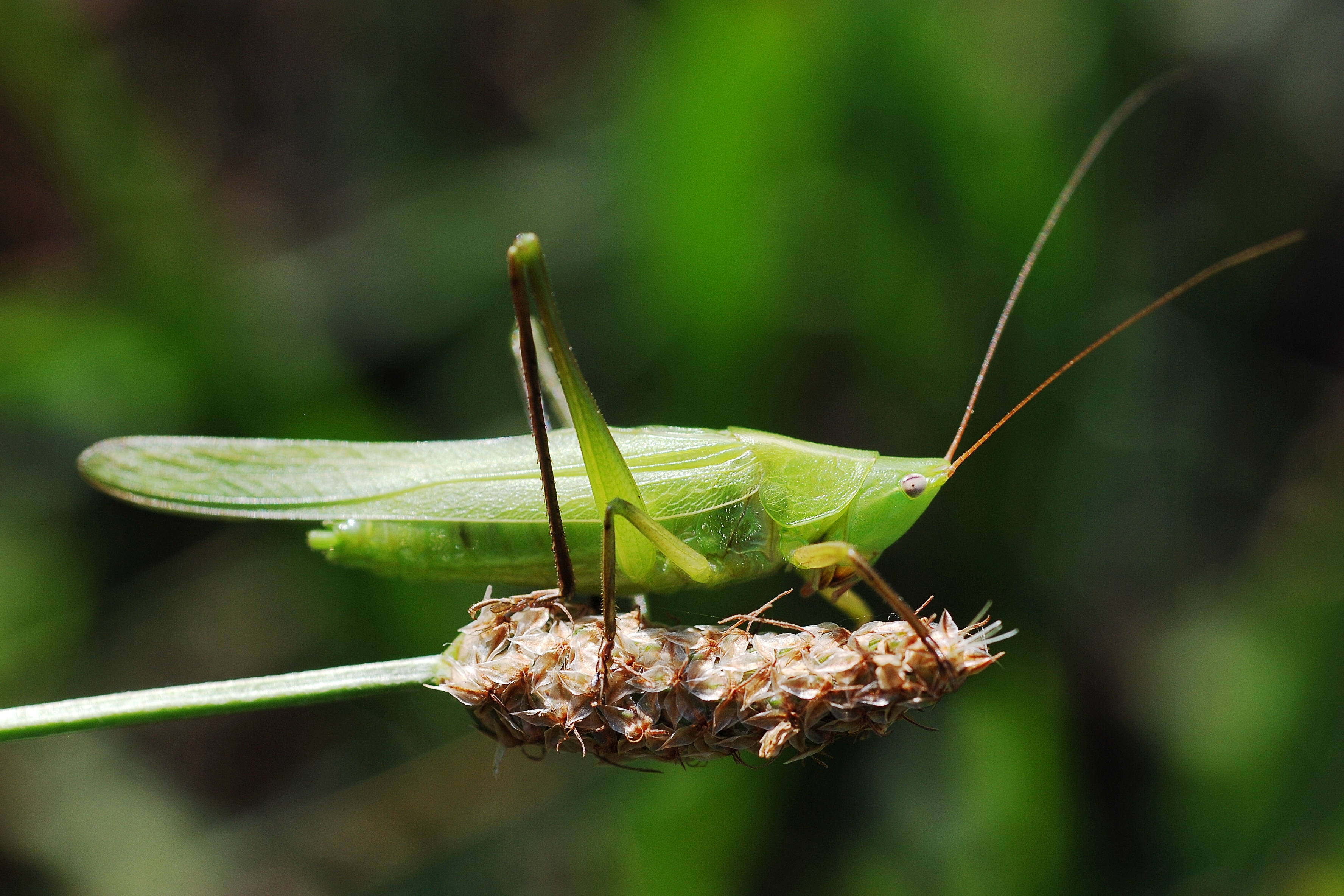
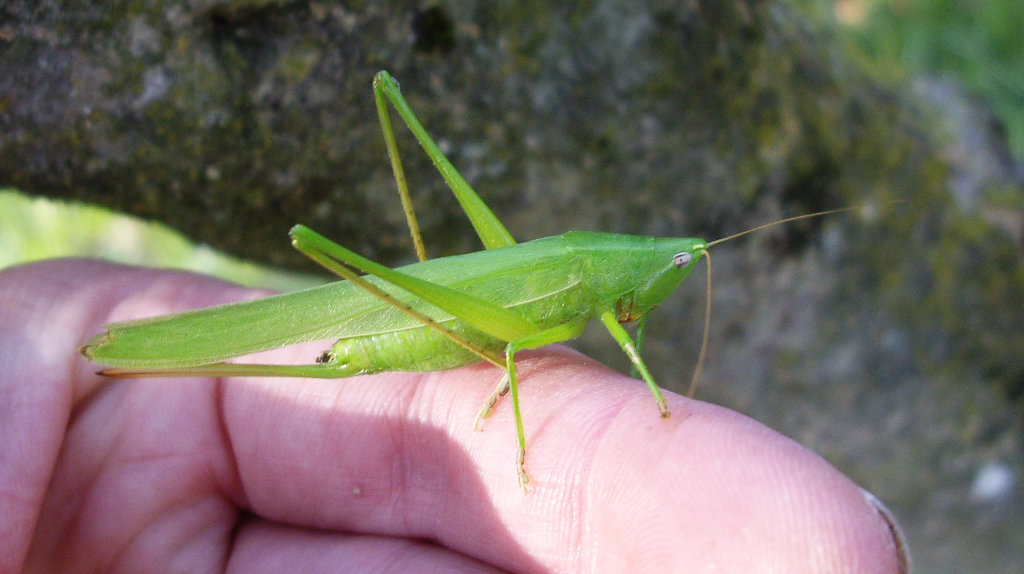

Magyarországon nem védett.